# Czupor Andor
Czupor Andor (Torockó, 1902. október 6. – Budapest, 1960. augusztus 27.) bányamérnök, a kőolaj- és gáztermelés kiváló szakembere.

## Életpályája
Szülei: Czupor András és Halmágyi Teréz voltak. Kolozsváron érettségizett. 1926-ban diplomázott a soproni Bánya- és Erdőmérnöki Főiskola hallgatójaként. 1941-ig a romániai kőolajbányászatban dolgozott. 1941-től a MAORT szolgálatába lépett. 1953-tól a Nagyalföldi Kőolajtermelő Vállalatnál dolgozott.

### Munkássága
A boldeşti és ochiuri olajmezőkön 15 éves (1926–1941) munkájával szerzett tapasztalatait a zalai, majd a demjéni olajmezőkön hasznosította. Nevéhez fűződik a zárt olajtermelési rendszer, a segédgázas termelés bevezetése. Fontos lépéseket tett a kőolajjal együtt termelt földgáz hasznosítása terén. Megoldotta a zalai falvak gázellátását, kezdeményezte és – munkatársaival – megvalósította a Kerettye-budapesti olajtávvezetéken a zalai gázfelesleg Budapestre történő szállítását.
Sírja az Új köztemetőben található (51/IX-1-85/86).